# Illa Innetalling
Innetalling és una illa deshabitada del grup de les illes Belcher del grup, a la badia de Hudson. Administrativament pertany a la regió de Qikiqtaaluk de Nunavut, Canadà. Juntament amb les illes Flaherty, Kugong i Tukarak són les quatre illes grans del grup.